# المعهد العالي للدراسات السينمائية (باريس)
المعهد العالي للدراسات السينمائية (بالفرنسية: Institut des hautes études cinématographiques)‏ (المعروف عادة عن طريق اختصار IDHEC) هو مدرسة للسينما الفرنسية، ومقرها في باريس.

## التاريخ
تأسست IDHEC في أواخر 1943 من قبل مارسيل هيربيه يساعده المنتج بيير جيرين والملحن إيف بودرير الذي كان يدرس هناك في الفترة من 1945 إلى 1965. ومن بين المعلمين يظهر بين أعوام 1945-1967 المؤرخ جورجس سادول والمنظر جان ميتري والناقد والمخرج جين دوشت. وكان لويس داكوين مدير الدراسات بين 1970-1977.

## الخريجون
من خريجيها:
- إريك روشان